# Cataetyx nielseni
Cataetyx nielseni är en fiskart som beskrevs av Arkadii Vladimirovich Balushkin och Prokofiev 2005. Cataetyx nielseni ingår i släktet Cataetyx och familjen Bythitidae. Inga underarter finns listade i Catalogue of Life.